# Garrick’s Ait
Garrick’s Ait (oder Garrick’s Eyot auf den Karten der Ordnance Survey), vorher auch Shank’s Eyot genannt, ist ein Werder in der Themse in England flussaufwärts vom Molesey Lock. 

## Geographie
Die Insel liegt 330 m flussaufwärts von Tagg’s Island. Auf der Insel gibt es 20 Häuser und sie war ursprünglich in 26 Parzellen eingeteilt, doch zwei davon einschließlich des Ostendes des Insel waren immer mit Bäumen bewachsene Anlegeplätze, und zwei der ungefähr gleich großen Parzellen sind zusammengefasst worden. Die Insel ist nur mit dem Boot zugänglich.

## Geschichte
Garrick’s Ait ist nach dem Schauspieler  David Garrick benannt worden, dessen Temple to Shakespeare und Garrick’s Villa unweit entfernt am Ufer der Themse liegen. Es ist damit die einzige Insel im Vereinigten Königreich, die nach einem Schauspieler benannt wurde. Wie auf vielen anderen Inseln der Themse wurden auf ihr Trauerweiden angepflanzt, als diese im 18. Jahrhundert ins Land kamen. Das Holz wurde für Cricketschläger, Paddel, Leitern, Gewehrkolben und Zaunpfähle benutzt. Die Äste wurde zur Herstellung von Körben oder in der Befestigung von Flussufern verwendet.